# Street Machine
| Recensione | Giudizio |
| ---------- | -------- |
| AllMusic   | [ 1 ]    |

Street Machine è il quarto album in studio di Sammy Hagar, uscito nel 1979.

## Tracce
1. Growing Pains - 3:46 -  (Sammy Hagar)
2. Child to Man - 4:28 -  (Sammy Hagar)
3. Trans Am (Highway Wonderland) - 3:46 -  (Sammy Hagar)
4. Feels Like Love - 4:19 -  (Sammy Hagar)
5. Plain Jane - 3:50 -  (Sammy Hagar)
6. Never Say Die - 4:46 -  (Sammy Hagar)
7. This Planet's on Fire (Burn in Hell) - 4:34 -  (Sammy Hagar)
8. Wounded in Love - 3:51 -  (Betsy Hagar, Sammy Hagar)
9. Falling in Love - 4:43 -  (Sammy Hagar)
10. Straight to the Top - 3:31 -  (Sammy Hagar)

## Formazione
- Sammy Hagar - voce, chitarra
- Gary Pihl - chitarra
- Bill Church - basso
- Chuck Ruff - batteria
- Steve Douglas - sassofono
- Mark Jordan - pianoforte